# Дорохин, Виктор Васильевич
Ви́ктор Васи́льевич Доро́хин (2 ноября 1944 — 1 июля 2009, Москва) — советский и российский продюсер, композитор и музыкант.

## Биография
Сначала Виктор Васильевич Дорохин стал известен как музыкант, когда он в 1970-х годах играл на ударных инструментах в вокально-инструментальном ансамбле «Поющие сердца».
В последующий период он получил признание как композитор. В соавторстве с супругой — поэтессой Любовью Воропаевой — созданы многие шлягеры, которые вошли в репертуар популярных российских звезд: Роксаны Бабаян, Кати Семеновой, Ксении Георгиади, Жени Белоусова, Игоря Наджиева и др. Кроме того, Виктор Дорохин и Любовь Воропаева выступали и в качестве продюсеров ряда исполнителей (Барби, Братья Дорохины). Самым популярным из них был Женя Белоусов, для которого они написали такие хиты, как «Девочка моя синеглазая», «Ночное такси», «Золотые купола». Также, помимо песен, Дорохин писал и инструментальную музыку.
Виктор Васильевич Дорохин стоял у истоков создания Российской ассоциации музыкальных продюсеров (РАМП), которую они с Л. Воропаевой организовали в 1994 году.
Известный композитор, музыкант и продюсер Виктор Дорохин скончался от сердечного приступа 1 июля 2009 года в возрасте 64 лет; похоронен на Котляковском кладбище в Москве.
Его с уважением помнят коллеги, отдавая дань его профессионализму и человеческим качествам. Например, автор и композитор Александр Шульгин так говорит о нём в своей статье-посвящении: «Он знал, что настоящее не уходит. <…> Его личность будет присутствовать всегда. Я рад, что мне довелось поработать с Виктором. Сотрудничество с профессионалом — всегда благо.». А Владимир Пресняков-старший отмечает: «Витя был по сути первым настоящим продюсером в нашей стране.».